# Spiderhead
Spiderhead és una pel·lícula de thriller i de ciència-ficció estatunidenca dirigida per Joseph Kosinski i escrita per Rhett Reese i Paul Wernick, basada en el conte distòpic "Escape from Spiderhead" de George Saunders. La pel·lícula és protagonitzada per Chris Hemsworth, Miles Teller i Jurnee Smollett. El rodatge principal va tenir lloc a Austràlia, durant la pandèmia de la COVID-19.
Spiderhead es va estrenar el 17 de juny de 2022 a Netflix, que va incorporar els subtítols en català el 6 de juliol.

## Premissa
Dos condemnats que viuen en una societat del futur pròxim s'enfronten al seu passat mentre estan atrapats en una instal·lació que permet als presos reduir el seu temps de condemna oferint-se voluntaris per a experiments amb drogues que alteren les emocions i que són dirigits pel supervisor de la presó Steve Abnesti. El reclús Jeff ve a cuidar d'una altra presa, la Rachel, i intenta superar els experiments de la presó per salvar-la.

## Repartiment
- Chris Hemsworth com a Steve Abnesti
- Miles Teller com a Jeff
- Jurnee Smollett com a Rachel
- Tess Haubrich com a Heather
- BeBe Bettencourt com a Emma
- Mark Paguio com a Verlaine
- Sam Delich com a Adam
- Joey Vieira com a Miguel
- Daniel Reader com a Ryan
- Ron Smyck com a Dave
- Stephen Tongun com a Ray
- Charles Parnell com a Knowles
- Nathan Jones com a Rogan

## Producció

### Desenvolupament
"Escape from Spiderhead" es va publicar per primera vegada a The New Yorker l'any 2010 i a la col·lecció de contes de l'autor George Saunders, Tenth of December (2013). El febrer de 2019 es va anunciar una adaptació cinematogràfica amb la direcció de Joseph Kosinski i a partir d'un guió escrit per Rhett Reese i Paul Wernick. El setembre de 2020, Chris Hemsworth, Miles Teller i Jurnee Smollett es van unir al repartiment.

### Rodatge

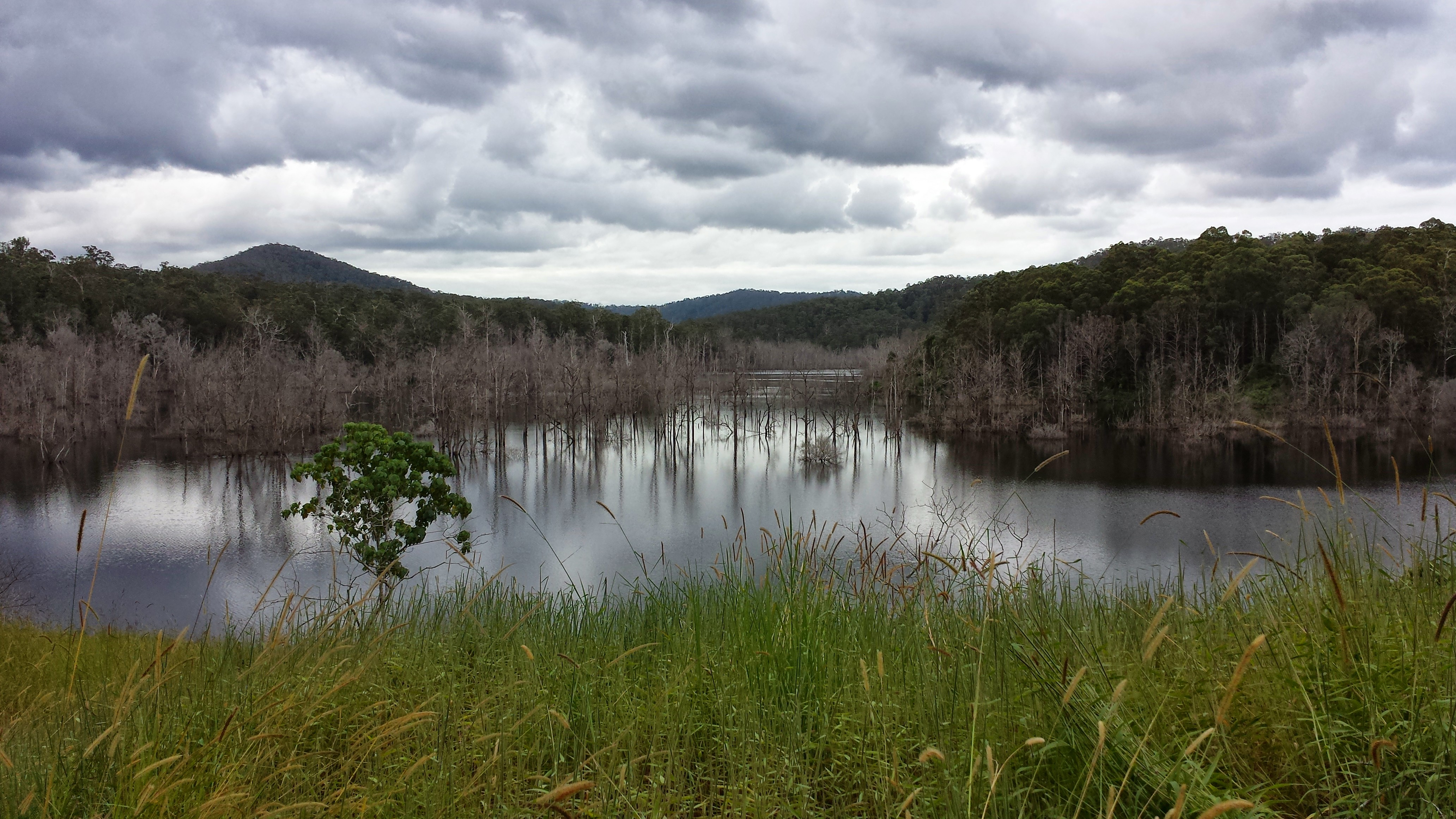
El rodatge va tenir lloc a la presa Hinze de Queensland (Austràlia).

La fotografia principal va començar a principis de novembre de 2020 a Queensland el novembre de 2020 després d'una inversió de 21,58 milions de dòlars australians del govern australià, compartida amb la producció de Pieces of Her (atret a Sydney des de la Colúmbia Britànica), per tal d'impulsar l'economia nacional durant la pandèmia de la COVID-19. La primera ministra de Queensland, Annastacia Pałaszczuk, va dir que la producció crearia 360 llocs de treball locals i que significaria uns 47 milions de dòlars australians per a l'economia local.
Les ubicacions per al rodatge incloïen la Gold Coast, així com la popular destinació turística de les illes Whitsunday. El productor Tommy Harper va comentar sobre les ubicacions: "El millor d'aquesta zona és que pots estar a la platja, pots fer treballs d'aigua, pots estar al desert, pots estar al camp i sentir-te com si estiguessis a Texas. Pots estar en una selva tropical i sentir-te com si estiguessis a Hawaii". Screen Queensland va mencionar la presa Hinze i la vall Tallebudgera com a llocs del rodatge.

## Temes
El conte original "Escape from Spiderhead", publicat a The New Yorker el 2010, conté temes didàctics que són habituals en l'obra de Saunders, inclòs el paper del treball i la desesperació en la societat.

## Estrena
Com a part d'un vídeo i una carta als seus accionistes l'abril de 2021, el codirector executiu i director de continguts de Netflix, Ted Sarandos, va confirmar que s'esperava que la pel·lícula s'estrenés el quart trimestre de 2021. L'abril de 2022, es va confirmar que la pel·lícula s'estrenaria el 17 de juny de 2022.